# Summer Bartholomew
Summer Robin Bartholomew (Merced, 20 novembre 1951) è una modella statunitense.

## Carriera
La sua prima esperienza in un concorso di bellezza avviene nel 1973 con la vittoria del titolo Miss Oktoberfest. Summer Bartholomew in seguito vince il titolo di Miss California nel 1975 e nello stesso anno la prestigiosa corona di Miss USA. Grazie a questa vittoria ha la possibilità di partecipare a Miss Universo, quell'anno tenuto a El Salvador, dove si piazza alla terza posizione dietro la vincitrice, la finlandese Anne Marie Pohtamo. Bartholomew in seguito tornerà a Miss USA come giudice nel 1977 e nel 1982.
In seguito Summer Bartholomew intraprenderà la carriera televisiva, diventando la valletta fissa per il gioco televisivo Sale of the Century nel 1984, dopo un breve periodo come valletta de La ruota della fortuna nel 1982. La modella è inoltre comparsa nel film Love Is Forever con Michael Landon e Priscilla Presley. Così come il conduttore Jim Perry, Summer Bartholomew è quasi del tutto scomparsa dalle scene dopo la fine delle trasmissioni di Sale of the Century nel 1989.